# Luo-Sprachen
Die Luo-Sprachen sind eine Untergruppe der westnilotischen Sprachen innerhalb der nilosaharanischen Sprachfamilie. Sie besteht aus 15 Sprachen.

## Gliederung
In der folgenden Gliederung der Luo-Sprachen ist in eckigen Klammern jeweils de Sprach-Code nach ISO 639-3 und in runden Klammern das Hauptverbreitungsgebiet der einzelnen Sprachen angegeben:
- Nördliche Gruppe:
  - Anuak [anu] (Sudan)
  - Bor: Belanda Bor [bxb] (Sudan)
  - Jur: Luwo [lwo] (Sudan)
  - Maban-Burun:
    - Maban:
      - Mabaan [mfz] (Sudan)
      - Jumjum [jum] (Sudan)

    - Burun [bdi] (Sudan)

  - Schilluk [shk] (Sudan)
  - Thuri [thu] (Sudan)
  - Unklassifiziert: Päri [lkr] (Sudan)
- Südliche Gruppe:
  - Adhola [adh] (Uganda)
  - Kuman: Kumam [kdi] (Uganda)
  - Luo-Acholi:
    - Alur-Acholi: 
      - Alur [alz] (Demokratische Republik Kongo)
      - Lango-Acholi:
        - Lango [laj] (Uganda)
        - Acholi [ach] (Uganda)

    - Luo [luo] (Kenia)

Größte Sprachen sind Alur (ca. 1,2 Mio. Sprecher) und Luo (ca. 3,5 Mio. Sprecher).